# Biblioteka Klasyków Filozofii

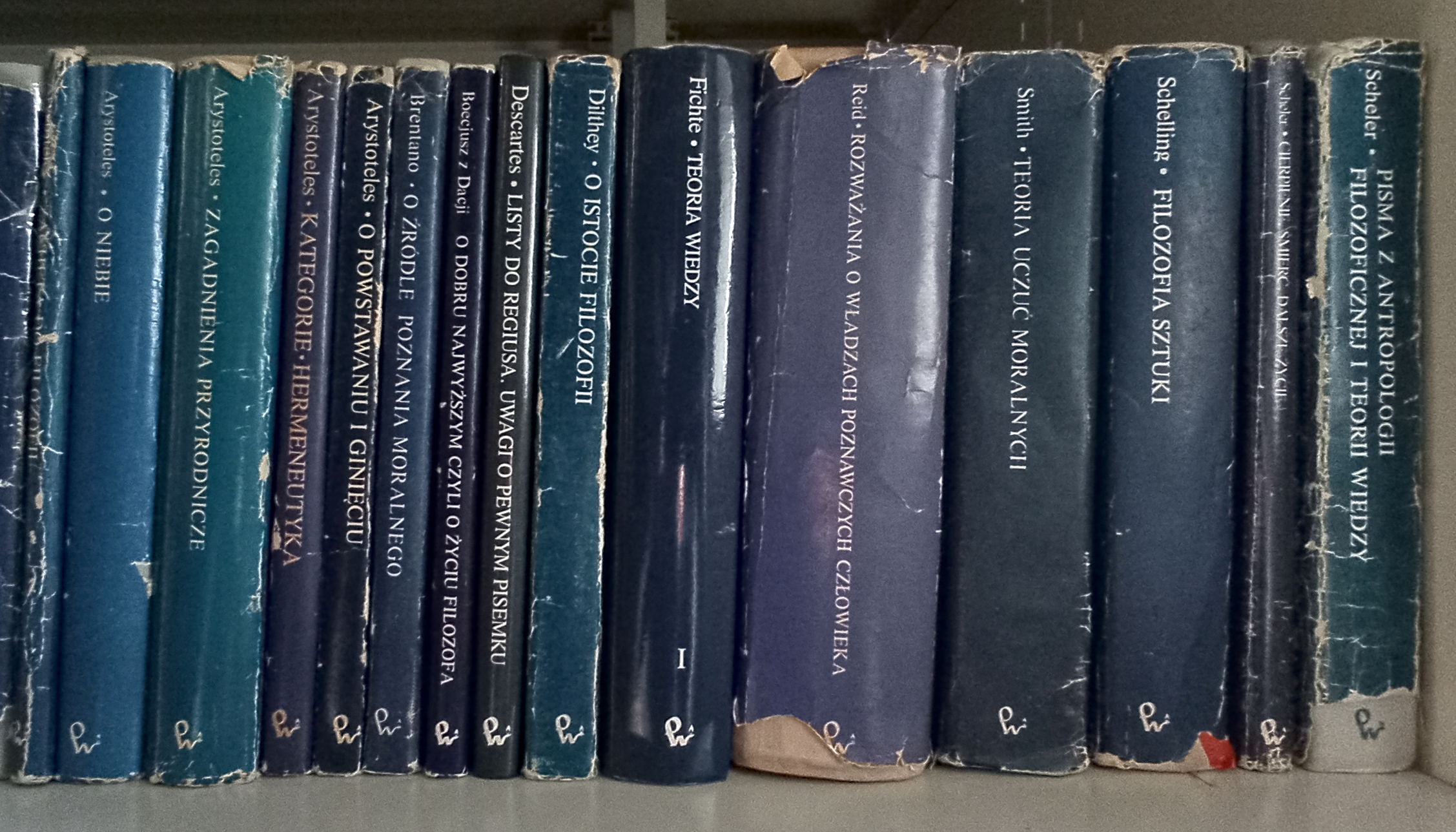
Książki z serii Biblioteka Klasyków Filozofii

Biblioteka Klasyków Filozofii – seria wydawnicza utworzona w 1950 roku w ramach Państwowego Wydawnictwa Naukowego mająca na celu udostępnienie polskiemu czytelnikowi klasycznej literatury filozoficznej – z dziedziny filozofii powszechnej i filozofii polskiej.
W latach Polski Ludowej seria była dotowana przez ówczesne Ministerstwa Nauki i Szkolnictwa Wyższego – corocznie pojawiało się kilka nowych tomów, których nakłady osiągały liczbę kilku tysięcy, uzupełniane dodrukami. Biorąc pod uwagę dobór tytułów, jakie pojawiły się w pierwszej kolejności w ramach serii, trzeba zauważyć próby otwarcia na tradycję Oświecenia (zwłaszcza francuskiego i niemieckiego), historycznie praktycznie nieobecnej w polskiej kulturze duchowej.

## Tomy wydane
Lata 1950.

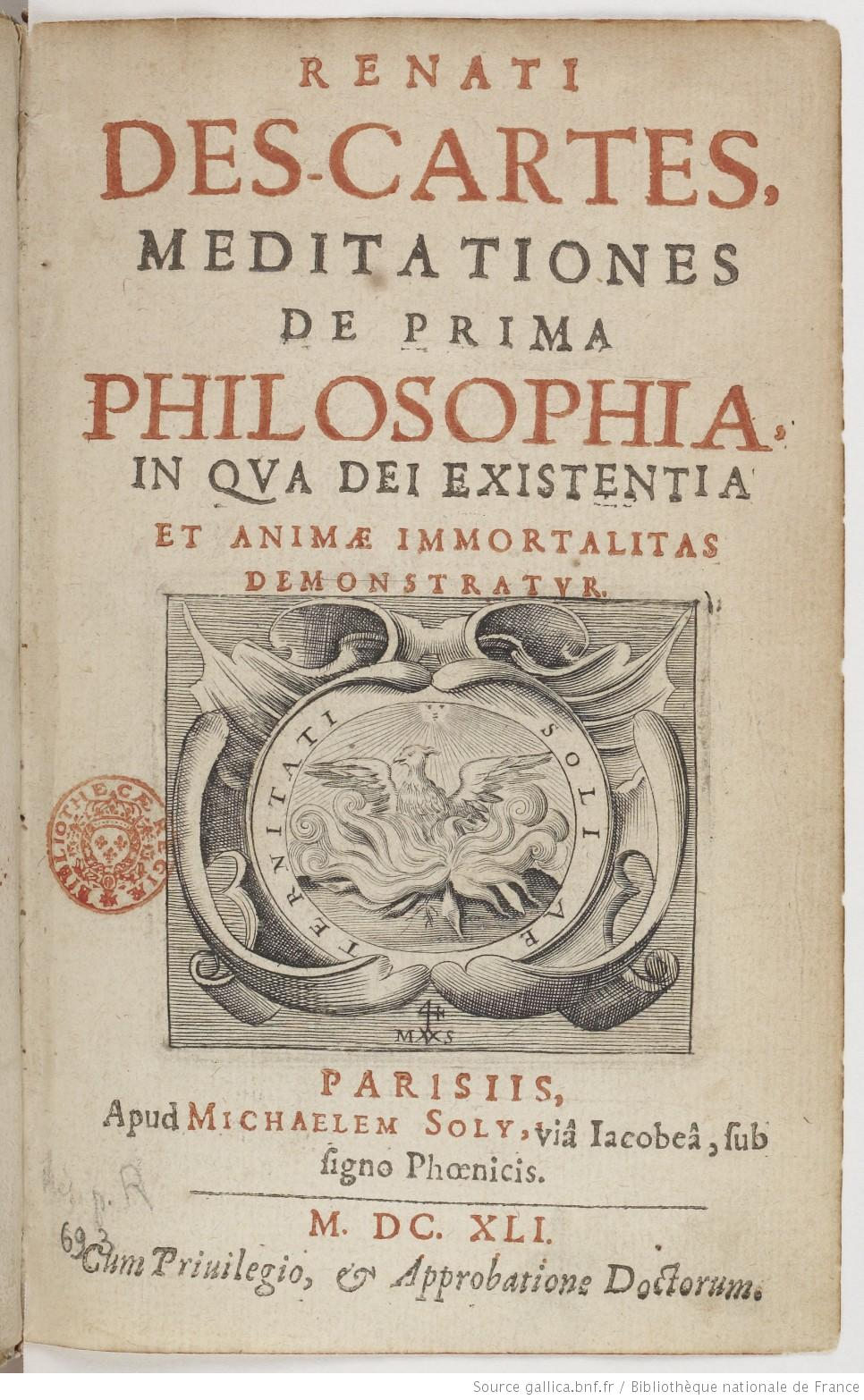
Karta tytułowa Medytacji o pierwszej filozofii (aut. Kartezjusz, I wyd.)

- 1952: Étienne de Condillac – Logika
- 1953: Morelly – Kodeks natury
- 1953: Julien Offray de La Mettrie – Człowiek maszyna
- 1953: Immanuel Kant – Uzasadnienie metafizyki moralności
- 1953: Ludwig Feuerbach – Wykłady o istocie religii
- 1954: Thomas Hobbes – Lewiatan
- 1954: Jean le Rond d’Alembert – Wstęp do Encyklopedii
- 1954: Stanisław Staszic – Pisma filozoficzne i społeczne
- 1954: Baruch Spinoza – Etyka w porządku geometrycznym dowiedziona
- 1955: John Herschel – Wstęp do badań przyrodniczych
- 1955: Hugo Kołłątaj – Porządek fizyczno-moralny
- 1955: David Hume – Eseje z dziedziny moralności i literatury
- 1955: Jean Meslier – Testament
- 1955: Francis Bacon – Novum Organum
- 1955: John Locke – Rozważania dotyczące rozumu ludzkiego
- 1955: Edward Dembowski – Pisma
- 1955: Gottfried Wilhelm Leibniz – Nowe rozważania dotyczące rozumu ludzkiego
- 1956: Johann Gottlieb Fichte – Powołanie człowieka
- 1956: Platon – Sofista, Polityk
- 1956: Sebastian Petrycy – Pisma wybrane
- 1956: Michaił Łomonosow – Pisma filozoficzne
- 1956: George Berkeley – Traktat o zasadach poznania ludzkiego, Trzy dialogi między Hylasem i Filonousem
- 1956: Wissarion Bielinski – Pisma filozoficzne
- 1956: Nikołaj Czernyszewski – Zasada antropologiczna w filozofii
- 1956: Arystoteles – Etyka nikomachejska
- 1956: Jean-Jacques Rousseau – Trzy rozprawy z filozofii społecznej
- 1956: Gabriel Bonnot de Mably – Pisma wybrane
- 1956: Voltaire – Elementy filozofii Newtona
- 1956: Thomas Hobbes – Elementy filozofii
- 1957: Antoine-Nicolas Condorcet – Szkic obrazu postępu ducha ludzkiego poprzez dzieje
- 1957: Platon – Eutydem
- 1957: Immanuel Kant – Krytyka czystego rozumu (2 tomy)
- 1957: Bernard Mandeville – Bajka o pszczołach
- 1957: Paul d’Holbach – System przyrody, czyli świata fizycznego i moralnego
- 1957: Jan Crell – O wolności sumienia
- 1957: Lukrecjusz – O naturze wszechrzeczy
- 1958: Jeremy Bentham – Wprowadzenie do zasad moralności i prawodawstwa
- 1958: Étienne de Condillac – Traktat o wrażeniach zmysłowych
- 1958: Antoine Arnauld, Pierre Nicole – Logika, czyli sztuka myślenia
- 1958: Nikołaj Dobrolubow – Pisma filozoficzne
- 1958: Kartezjusz – Medytacje o pierwszej filozofii, Zarzuty uczonych mężów, Odpowiedzi autora i Rozmowa z Burmanem
- 1958: Marek Aureliusz – Rozmyślania
- 1958: Kartezjusz – Namiętności duszy
- 1958: Jan Śniadecki – Pisma filozoficzne
- 1958: Kartezjusz – Prawidła kierowania umysłem
- 1958: Georg Wilhelm Friedrich Hegel – Wykłady z filozofii dziejów (2 tomy)
- 1959: Jan Ludwik Wolzogen – Uwagi do Medytacji metafizycznych Rene Descartes’a
- 1959: Francis Bacon – Eseje
- 1959: Ludwig Feuerbach – O istocie chrześcijaństwa
- 1959: Henryk Kamieński – Filozofia ekonomii materialnej ludzkiego społeczeństwa
- 1959: John Stuart Mill – Utylitaryzm i O wolności
- 1959: Plotyn – Enneady
- 1959: Stanisław Staszic – Ród ludzki
- 1959: Helwecjusz – O umyśle
- 1959: Gerrard Winstanley – Program ustroju wolności, czyli prawowita zwierzchność przywrócona (dodane inne pisma mniejsze)

Lata 1960.

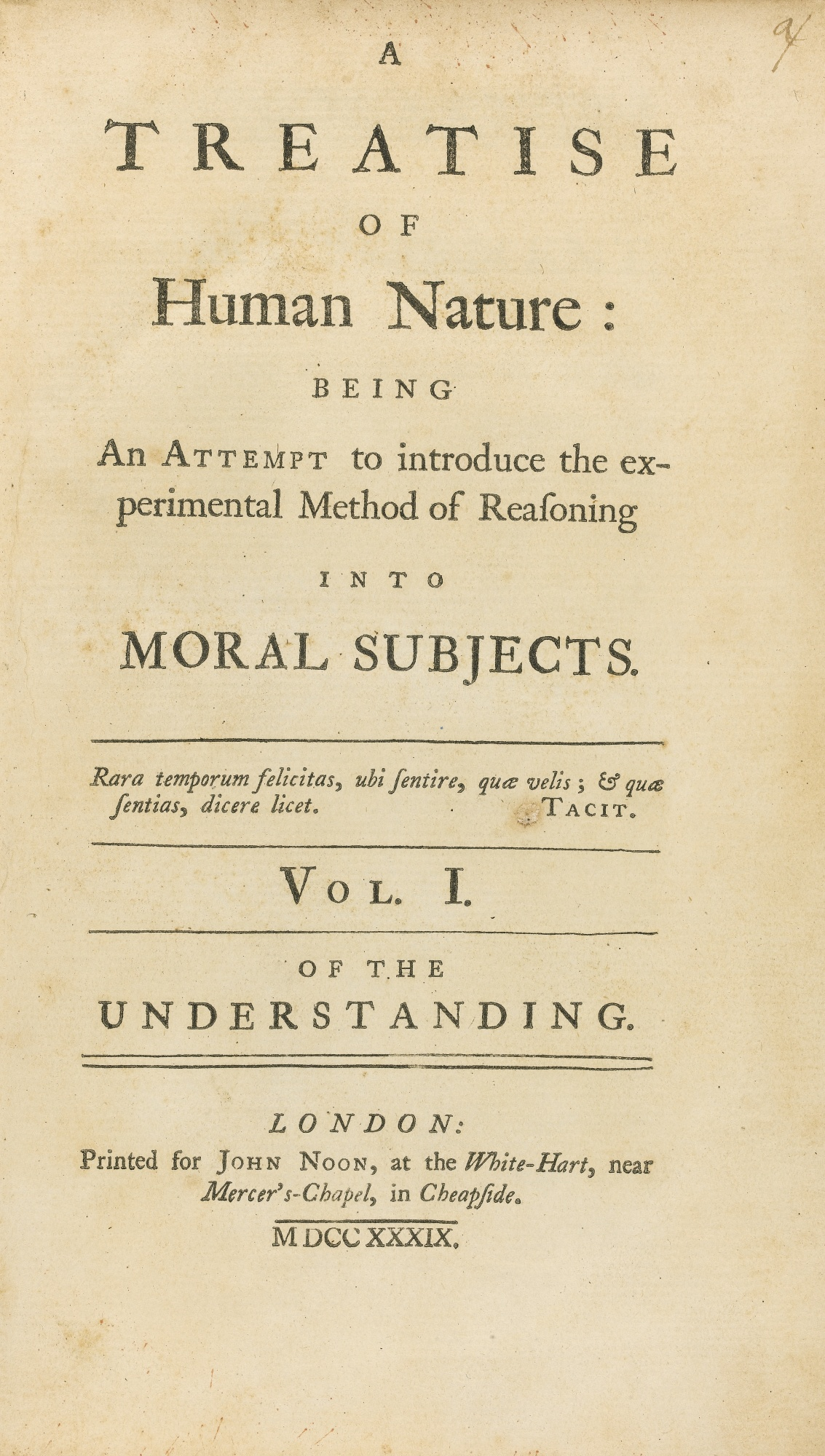
Traktat o naturze ludzkiej (aut. David Hume)

- 1960: Andrzej Wiszowaty – O religii zgodnej z rozumem
- 1960: Marcus Tullius Cicero – Pisma filozoficzne
- 1960: Immanuel Kant – Prolegomena do wszelkiej przyszłej metafizyki, która będzie mogła wystąpić jako nauka
- 1960: Kartezjusz – Zasady filozofii
- 1960: Jan Jonston – O stałości natury
- 1960: Platon – Prawa
- 1961: Nikołaj Czernyszewski – Pisma filozoficzne
- 1961: Baruch Spinoza – Listy mężów uczonych do Benedykta de Spinozy oraz odpowiedzi autora wielce pomocne dla wyjaśnienia jego dzieł
- 1961: Epiktet – Diatryby, Encheiridion z dodaniem Fragmentów oraz Gnomologium Epiktetowego
- 1961: Seneka – Listy moralne do Lucyliusza
- 1962: Johann Gottfried Herder – Myśli o filozofii dziejów (2 tomy)
- 1962: John Stuart Mill – System logiki dedukcyjnej i indukcyjnej (2 tomy)
- 1962: Boecjusz – O pocieszeniu, jakie daje filozofia
- 1962: David Hume – Dialogi o religii naturalnej
- 1963: David Hume – Traktat o naturze ludzkiej
- 1963: Teofrast – Pisma filozoficzne i wybrane pisma przyrodnicze z dodaniem Charakterów
- 1963: Georg Wilhelm Friedrich Hegel – Fenomenologia ducha (tom 1), tom 2 (1965)
- 1964: Immanuel Kant – Krytyka władzy sądzenia
- 1964: Arystoteles – Polityka z dodaniem Pseudo-Arystotelesowskiej Ekonomiki
- 1964: Pierre Gassendi – Logika
- 1964: Georg Wilhelm Friedrich Hegel – Wykłady o estetyce (tom 1), tom 2 (1966), tom 3 (1967)
- 1965: Aleksandr Hercen – Pisma filozoficzne (tom 1), tom 2 (1965)
- 1965: Erazm z Rotterdamu – Podręcznik żołnierza Chrystusowego nauk zbawiennych pełny
- 1966: Jean-Jacques Rousseau – Umowa społeczna oraz Uwagi o rządzie polskim, Przedmowa do „Narcyza”, List o widowiskach, List o Opatrzności, Listy moralne, List do arcybiskupa de Beaumont, Listy do Malesherbes'a
- 1966: Giambattista Vico – Nauka nowa
- 1966: Bernard Bolzano – Paradoksy nieskończoności
- 1966: Ksenofont – Pisma sokratyczne: Obrona Sokratesa, Wspomnienia o Sokratesie, Uczta
- 1967: Edmund Husserl – Idee czystej fenomenologii i fenomenologicznej filozofii
- 1967: Karol Libelt – Samowładztwo rozumu, Objawy filozofii słowiańskiej, O miłości ojczyzny, System umnictwa, O panteizmie w filozofii
- 1967: Al-Farabi – Państwo doskonałe, Polityka
- 1967: Georg Wilhelm Friedrich Hegel – Nauka logiki (tom 1), tom 2 (1968)
- 1968: Edmund Burke – Dociekania filozoficzne, O pochodzeniu naszych idei wzniosłości i piękna
- 1968: Arystoteles – Fizyka
- 1968: Diogenes Laertios – Żywoty i poglądy słynnych filozofów
- 1968: Søren Kierkegaard – Bojaźń i drżenie, Choroba na śmierć
- 1969: Gottfried Wilhelm Leibniz – Wyznanie wiary filozofa, Rozprawa metafizyczna, Monadologia, Zasady natury i łaski oraz inne pisma filozoficzne
- 1969: Georg Wilhelm Friedrich Hegel – Zasady filozofii prawa
- 1969: Baruch Spinoza – Pisma wczesne
- 1969: Piotr Hiszpan – Traktaty logiczne
- 1969: Richard Avenarius – Ludzkie pojęcie świata

Lata 1970.

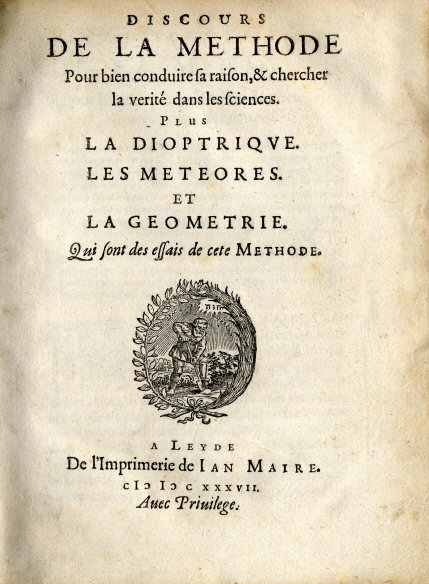
Karta tytułowa Rozprawy o metodzie (aut. Kartezjusz, I wyd.)

- 1970: Sekstus Empiryk – Przeciw logikom
- 1970: Mateusz z Krakowa – O praktykach Kurii Rzymskiej
- 1970: Ludwig Wittgenstein – Tractatus logico-philosophicus
- 1970: René Descartes – Rozprawa o metodzie
- 1970: Władysław Tatarkiewicz – Jakiej filozofii Polacy potrzebują?
- 1971: Wilhelm Ockham – Suma logiczna
- 1971: Bertrand Russell – Mój rozwój filozoficzny
- 1971: Arystoteles – Krótkie rozprawy psychologiczno-biologiczne
- 1972: Immanuel Kant – Krytyka rozumu praktycznego
- 1972: Arystoteles – O duszy
- 1972: Hugo Kołłątaj – Rozbiór krytyczny zasad historii początkowej wszystkich ludów
- 1972: Ludwig Wittgenstein – Dociekania filozoficzne
- 1972: August Cieszkowski – Prolegomena do historiozofii, Bóg i palingeneza oraz mniejsze pisma filozoficzne z lat 1838–1842
- 1973: Arystoteles – Ustrój polityczny Aten
- 1973: August Comte – Rozprawa o duchu filozofii pozytywnej
- 1973: Pseudo-Platon – Alkibiades I i inne dialogi oraz Definicje
- 1973: Arystoteles – Analityki pierwsze i wtóre
- 1974: Awicenna – Księga wiedzy
- 1974: Edmund Husserl – Idee czystej fenomenologii i fenomenologicznej filozofii, Księga druga
- 1974: Bronisław Trentowski – Stosunek filozofii do cybernetyki oraz Wybór pism filozoficznych z lat 1842–1845
- 1975: Arystoteles – Kategorie i Hermeneutyka z dodaniem Isagogi Porfiriusza
- 1975: David Hume – Badania dotyczące zasad moralności
- 1975: Thomas Reid – Rozważania o władzach poznawczych człowieka
- 1975: Arystoteles – O ruchu zwierząt, O poruszaniu się przestrzennym zwierząt
- 1976: Michał Wiszniewski – Bacona metoda tłumaczenia natury i inne pisma filozoficzne
- 1976: Søren Kierkegaard – Albo-albo
- 1977: Plutarch – Moralia
- 1977: Arystoteles – Etyka wielka, Etyka eudemejska
- 1977: Arystoteles – O częściach zwierząt
- 1977: Gottlob Frege – Pisma semantyczne
- 1977: David Hume – Badania dotyczące rozumu ludzkiego
- 1978: Arystoteles – Pisma różne
- 1978: Arystoteles – Topiki, O dowodach sofistycznych
- 1978: Bronisław Trentowski – Podstawy filozofii uniwersalnej. Wstęp do nauki o naturze
- 1979: Arystoteles – O rodzeniu się zwierząt
- 1979: Friedrich Wilhelm Joseph von Schelling – System idealizmu transcendentalnego. O historii nowszej filozofii
- 1979: Fryderyk Engels – Dialektyka przyrody
- 1979: Paul d’Holbach – Etokracja, czyli rząd oparty na moralności

Lata 1980.

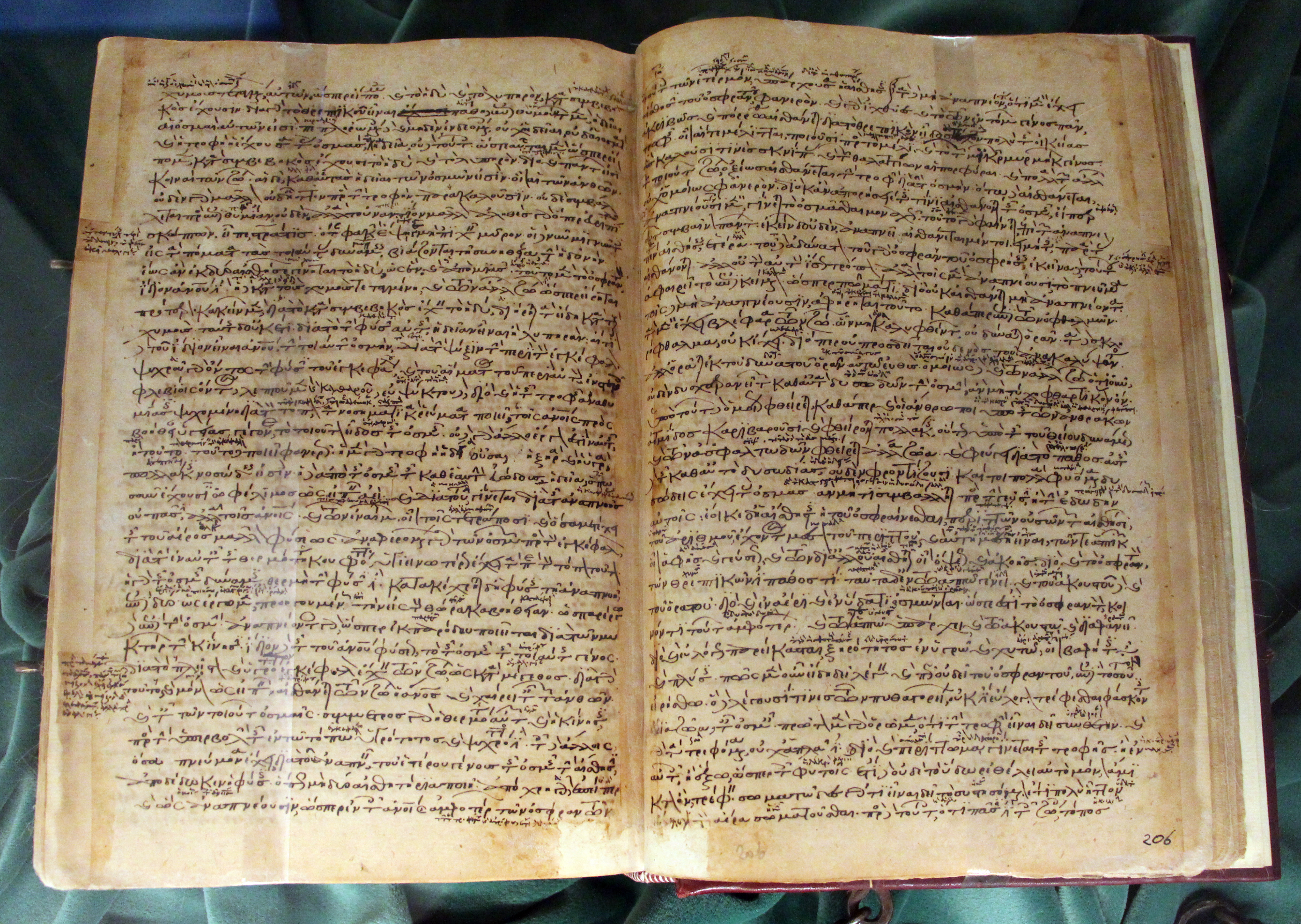
Zoologia. Historia animalium (aut. Arystoteles, wyd. z XII w.)

- 1980: Edward Abramowski – Metafizyka doświadczalna i inne pisma
- 1980: Arystoteles – O niebie
- 1980: Max Scheler – Istota i formy sympatii
- 1980: Arystoteles – Zagadnienia przyrodnicze
- 1980: George Edward Moore – Etyka
- 1980: Pietro Pomponazzi – O nieśmiertelności duszy
- 1980: György Lukács – Młody Hegel
- 1981: Arystoteles – O powstawaniu i ginięciu
- 1982: György Lukács – Wprowadzenie do ontologii bytu społecznego. T. I
- 1982: Wilhelm Dilthey – Pisma estetyczne
- 1982: Arystoteles – Meteorologika. O świecie
- 1982: Edmund Husserl – Medytacje kartezjańskie
- 1982: Arystoteles – Zoologia
- 1983: Friedrich Wilhelm Joseph von Schelling – Filozofia sztuki
- 1983: Arystoteles – Metafizyka
- 1984: György Lukács – Wprowadzenie do ontologii bytu społecznego. T. II/1 i II/2
- 1985: György Lukács – Wprowadzenie do ontologii bytu społecznego. T. III
- 1985: Pseudo-Platon – Zimorodek i inne dialogi
- 1986: Klasyczna joga indyjska (tłum. Leon Cyboran)
- 1986: Platon – Timajos. Kritias albo Atlantyk
- 1987: Max Scheler – Pisma z antropologii filozoficznej i teorii wiedzy
- 1987: Platon – Listy
- 1987: Wilhelm Dilthey – O istocie filozofii
- 1988: Ludwig Feuerbach – Wybór pism. T. I i II (T.II w wykazach serii oznaczany jako nr 158)
- 1988: Arystoteles – Zachęta do filozofii (w wykazach serii oznaczany także jako nr 158)
- 1988: Plutarch – Moralia II
- 1988: Jan Duns Szkot – Traktat o pierwszej zasadzie
- 1988: Arystoteles – Retoryka, Poetyka
- 1988: Franz Brentano – O źródle poznania moralnego
- 1988: Søren Kierkegaard – Okruchy filozoficzne. Chwila
- 1989: Adam Smith – Teoria uczuć moralnych
- 1989: Edmund Husserl – Wykłady z fenomenologii wewnętrznej świadomości czasu
- 1989: René Descartes – Człowiek. Opis ciała ludzkiego

Lata 1990.

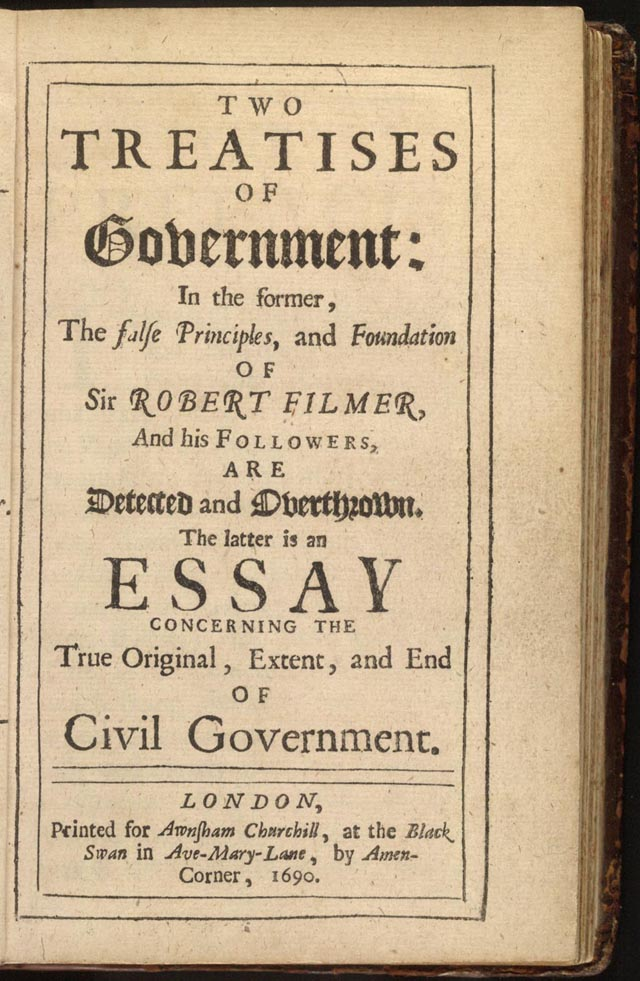
Strona tytułowa Dwóch traktatów o rządzie (wyd. z 1690 r.)

- 1990: Georg Wilhelm Friedrich Hegel – Encyklopedia nauk filozoficznych
- 1990: Max Scheler – Problemy socjologii wiedzy
- 1990: Boecjusz z Dacji – O Dobru Najwyższym czyli o życiu filozofa i inne pisma
- 1990: Edmund Husserl – Idea fenomenologii
- 1990: Ibn Arabi – Księga o podróży nocnej do najbardziej szlachetnego miejsca
- 1990: Al-Ghazali – Nisza świateł
- 1991: Platon – Gorgiasz. Menon
- 1991: Antonio Gramsci – Zeszyty filozoficzne
- 1992: Anzelm z Canterbury – Monologion. Proslogion
- 1992: John Locke – Dwa traktaty o rządzie
- 1993: Platon – Faidros
- 1994: Max Scheler – Cierpienie, śmierć, dalsze życie. Pisma wybrane
- 1994: Arthur Schopenhauer – Świat jako wola i przedstawienie. T.1
- 1994: Georg Wilhelm Friedrich Hegel – Wykłady z historii filozofii. T. 1
- 1995: Ibn Arabi – Traktat o miłości
- 1995: René Descartes – Listy do księżniczki Elżbiety
- 1995: Max Stirner – Jedyny i jego własność
- 1995: Arthur Schopenhauer – Świat jako wola i przedstawienie. T.2
- 1995: Platon – Protagoras
- 1996: René Descartes – Listy do Regiusa. Uwagi o pewnym pisemku
- 1996: Georg Wilhelm Friedrich Hegel – Wykłady z historii filozofii. T. 2
- 1996: Johann Gottlieb Fichte – Teoria Wiedzy (tom 1)
- 1998: René Descartes – List do Voetiusa
- 1998: Gottfried Wilhelm Leibniz – Korespondencja z Antoine’em Arnauldem
- 1999: Franz Brentano – Psychologia z empirycznego punktu widzenia
- 1999: Edmund Husserl – Badania logiczne. T.2, cz.2

Lata 2000.

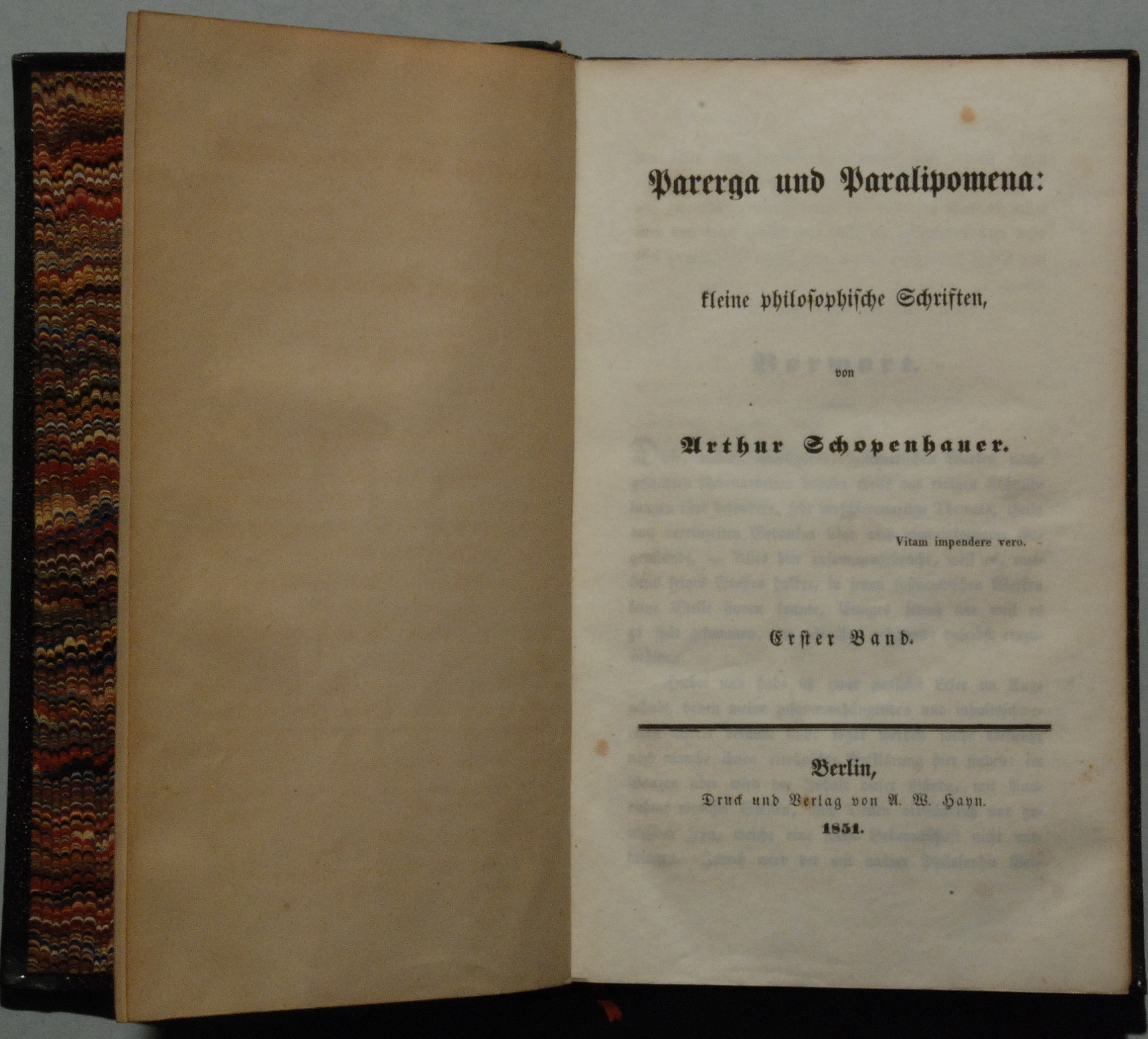
W poszukiwaniu mądrości życia. Parerga i paralipomena (aut. Arthur Schopenhauer, wyd. oryg., 1851)

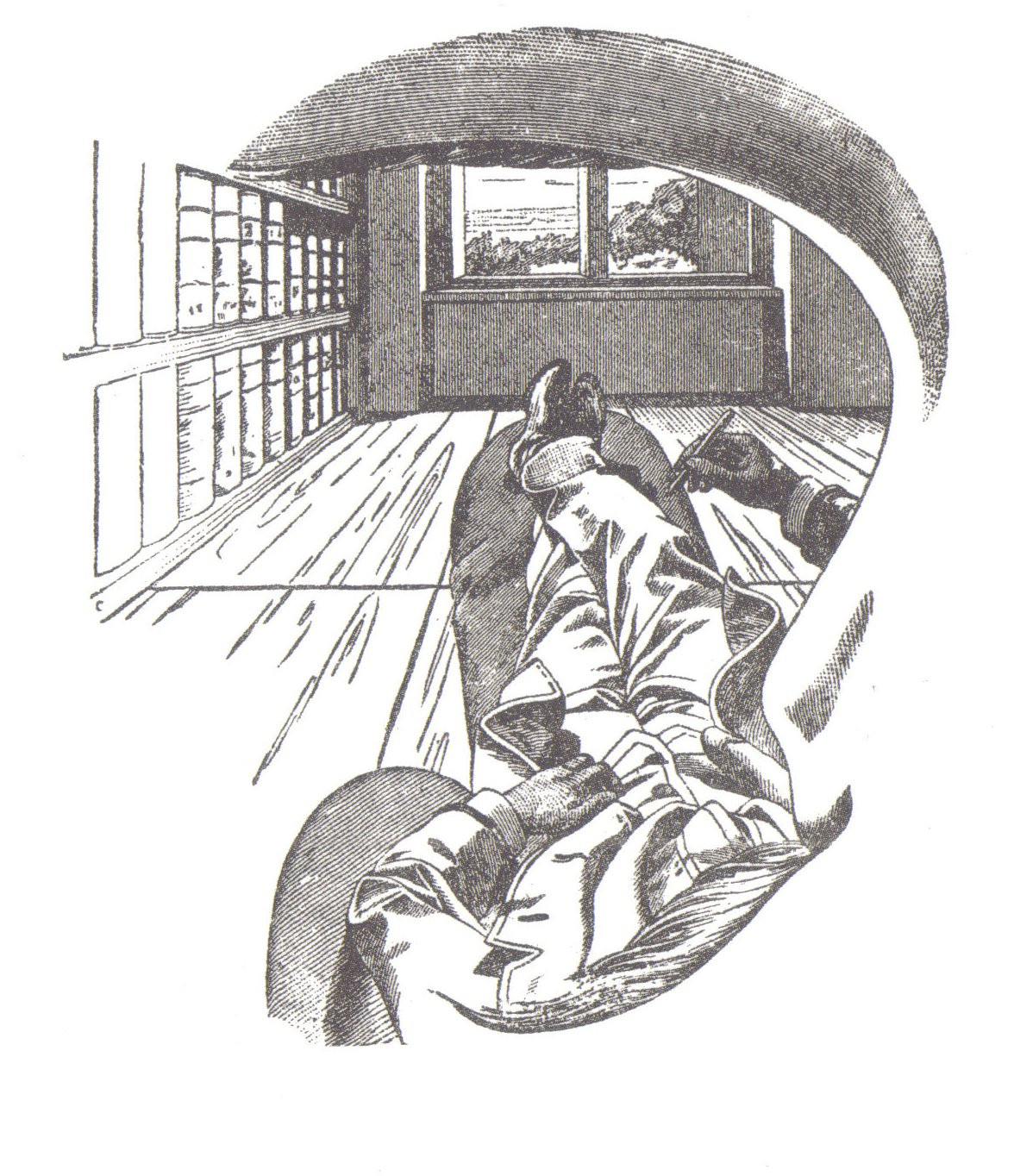
Ilustracja z Analizy wrażeń i stosunku sfery fizycznej do psychicznej (s. 15, aut. Ernst Mach, 1900)

- 2000: Edmund Husserl – Badania logiczne. T.2, cz.1
- 2001: Gottfried Wilhelm Leibniz – Teodycea
- 2002: Friedrich Wilhelm Joseph von Schelling – Filozofia objawienia. T.1
- 2002: Arthur Schopenhauer – W poszukiwaniu mądrości życia. T. 1
- 2002: Wilhelm von Humboldt – O myśli i mowie
- 2002: Georg Wilhelm Friedrich Hegel – Wykłady z historii filozofii. T. 3
- 2002: Apulejusz z Madaury – O Bogu Sokratesa i inne pisma
- 2005: nieznany autor – Asztawakragita: Tajemnice jogi poznania
- 2006: Immanuel Kant – Metafizyka moralności
- 2006: Edmund Husserl – Badania logiczne. T.1. Prolegomena do czystej logiki[2]
- 2006: Georg Wilhelm Friedrich Hegel – Wykłady z filozofii religii. T. 1
- 2007: Georg Wilhelm Friedrich Hegel – Wykłady z filozofii religii. T. 2
- 2007: Benjamin Constant – O religii[3]
- 2009: Ernst Mach – Analiza wrażeń[4]

Lata 2010.
- 2010: Tomasz z Akwinu – Komentarz do „Księgi o przyczynach”[5]
- 2019: Samuel Taylor Coleridge – Biographia literaria[6]

Lata 2020.
- 2020: Jakob Böhme – Sześć punktów teozoficznych[7]
- 2020: Salomon Majmon – Esej o filozofii transcendentalnej[8]
- 2022: Jean Jacques Rousseau – Rousseau sędzią Jana Jakuba. Dialogi[9]
- 2022: Heinrich Rickert - Przedmiot poznania[10]
- 2022: Georg Wilhelm Friedrich Hegel - Filozofia sztuki albo estetyka[11]
- 2023: Friedrich Hölderlin - Pisma teoretyczne[12]
- 2023: Demostenes, Mowy[13]